# Head over Heels (datorspel)
Head over Heels är ett datorspel från 1987 utvecklat av det brittiska företaget Ocean Software. Spelet är av typen pusselspel och bygger på ett isometriskt perspektiv. Spelet är programmerat av Jon Ritman. Grafiken i spelet är skapad av Bernie Drummond, ljudet av Guy Stevens. Head over Heels släpptes först till hemdatorer baserade på en Z80-processor, ZX Spectrum, Amstrad CPC och MSX. Spelet portades senare även till Atari XL/XE, Atari ST, Amstrad PCW, Commodore 64 och Amiga.
Detta spel är ett av många som återutgetts i bearbetad form av Retrospec.